# Virbia egaca
Virbia egaca är en fjärilsart som beskrevs av Walker 1865. Virbia egaca ingår i släktet Virbia och familjen björnspinnare. Inga underarter finns listade i Catalogue of Life.